# Le Bœuf clandestin (téléfilm, 2013)
Pour les articles homonymes, voir Le Bœuf clandestin.

Le Bœuf clandestin est un téléfilm français réalisé par Gérard Jourd'hui, diffusé en 2013.

## Fiche technique
- Titre : Le Bœuf clandestin
- Réalisation et producteur : Gérard Jourd'hui
- Scénario : d'après le roman éponyme de Marcel Aymé
- Montage : Morgane Spacagna
- Sociétés de production : France 3 et J.M. Productions
- Genre : Comédie
- Durée : 90 minutes
- Date de diffusion :
  -  France : 16 novembre 2013 sur France 3

## Distribution
- Christian Clavier : M. Berthaud
- Marie-Anne Chazel : Mme Berthaud
- Judith Chemla : Roberte Berthaud
- Didier Bezace : le général d'Amandine
- Philippe Chevallier : M. Ephraïm
- Bruno Putzulu : M. Dulatre
- Françoise Gillard : Mme Dulatre
- Barbara Bolotner : Josette
- Marie-Ange Casta : Leuce (« Mlle Georgette »)
- Benjamin Jungers : Philippe Lardut
- Yann Trégouët : Eustache
- Charlotte Julian : la concierge
- Louis Arène : Dino
- Jenny Bellay : Julia
- Marion Posta : Yvonne

## Autour du téléfilm
- Troisième adaptation du roman de Marcel Aymé, après Le Bœuf clandestin, réalisé par Jacques Pierre, diffusé en 1969 et Le Bœuf clandestin de Lazare Iglesis, diffusé en 1993.